# DPH-362
DPH-362是一种含氮有机化合物，分子式C18H21N，与阿米替林等三环类抗抑郁药（TCA）类似，但其中的二苯并环庚烯变为了二苯甲烷，衍生物有SKF-89976A。